# Semaine 47
D'après la norme ISO 8601, une semaine débute un lundi et s'achève un dimanche, et une semaine dépend d'une année lorsqu'elle place une majorité de ses sept jours dans l'année en question, soit au moins quatre. Dès lors, la semaine 47 est la semaine du quarante-septième jeudi de l'année. Elle suit la semaine 46 et précède la semaine 48 de la même année.
La semaine 47 est pratiquement toujours la semaine du 22 novembre, sauf exceptionnellement, dans le cas d'une année bissextile commençant un jeudi.
Elle commence au plus tôt le 15 novembre et au plus tard le 22 novembre.
Elle se termine au plus tôt le 22 novembre et au plus tard le 28 novembre.

## Notations normalisées
La semaine 47 dans son ensemble est notée sous la forme W47 pour abréger.
| Jour de la semaine 47 | Notation |
| --------------------- | -------- |
| Lundi                 | W47-1    |
| Mardi                 | W47-2    |
| Mercredi              | W47-3    |
| Jeudi                 | W47-4    |
| Vendredi              | W47-5    |
| Samedi                | W47-6    |
| Dimanche              | W47-7    |

## Cas de figure
| Cas | Le 31 décembre est... | L'année est une année… | Le quarante-septième jeudi de l'année tombe… | La semaine 47 débute… | La semaine 47 s'achève… | Premier cas après 2008 |
| --- | --------------------- | ---------------------- | -------------------------------------------- | --------------------- | ----------------------- | ---------------------- |
| 0   | Un vendredi           | bissextile DC          | Le 18 novembre                               | Le lundi 15 novembre  | Le dimanche 21 novembre | 2032                   |
| 1   | Un jeudi              | D ou ED                | Le 19 novembre                               | Le lundi 16 novembre  | Le dimanche 22 novembre | 2009                   |
| 2   | Un mercredi           | E ou FE                | Le 20 novembre                               | Le lundi 17 novembre  | Le dimanche 23 novembre | 2014                   |
| 3   | Un mardi              | F ou GF                | Le 21 novembre                               | Le lundi 18 novembre  | Le dimanche 24 novembre | 2013                   |
| 4   | Un lundi              | G ou AG                | Le 22 novembre                               | Le lundi 19 novembre  | Le dimanche 25 novembre | 2018                   |
| 5   | Un dimanche           | A ou BA                | Le 23 novembre                               | Le lundi 20 novembre  | Le dimanche 26 novembre | 2017                   |
| 6   | Un samedi             | B ou CB                | Le 24 novembre                               | Le lundi 21 novembre  | Le dimanche 27 novembre | 2011                   |
| 7   | Un vendredi           | C                      | Le 25 novembre                               | Le lundi 22 novembre  | Le dimanche 28 novembre | 2010                   |

1. 1 2 3  Dans ce cas, l'année compte une semaine 53.